# Niklaus Wirth

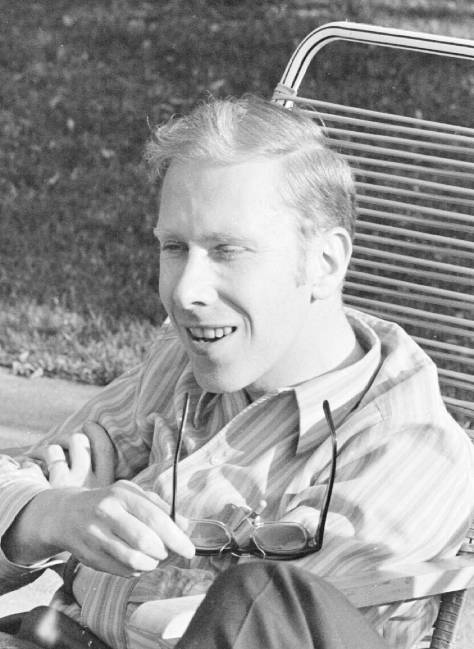
Niklaus Wirth 1969

Niklaus Emil Wirth (ur. 15 lutego 1934 w Winterthur, zm. 1 stycznia 2024) – szwajcarski elektronik i informatyk. Twórca języków programowania komputerów.
Wywarł duży wpływ na współczesną informatykę (obok Edsgera Dijkstry, Donalda Knutha, Charlesa Anthony’ego Richarda Hoare’a) w zakresie języków programowania, analizy składniowej, konstrukcji kompilatorów i translatorów. Opracował kilka języków programowania: Euler, ALGOL-W, Pascal (1971), Modula (1973–1976), Modula-2 (1978–1980), Oberon (znany też jako Lilith; 1986–1990). Zaprojektował mikrokomputer Lilith. Od kwietnia 1999 był emerytowanym pracownikiem Instytutu Systemów Komputerowych Politechniki Federalnej w Zurychu.
Był autorem m.in. książki pt. Algorytmy + Struktury Danych = Programy (Wydawnictwa Naukowo-Techniczne, 2004) i laureatem Nagrody Turinga przyznanej przez Association for Computing Machinery (ACM) w 1984